# 테이퍼드 광섬유

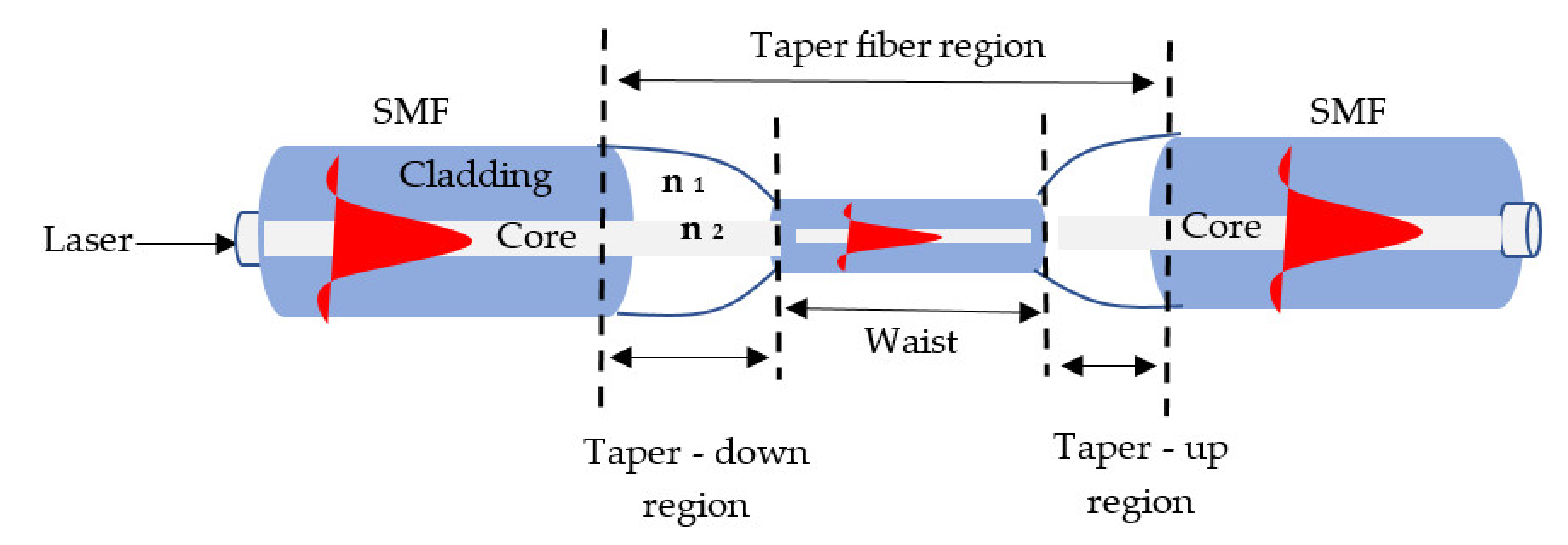

테이퍼드 광섬유(Tapered Optical fiber)는 한쪽 끝에서 직경이 줄어들거나 일정 길이 동안 직경이 서서히 줄어드는(Tapered) 형태를 갖는 광섬유의 일종이다. 광섬유를 따라 파장이 통과할 때, 전파의 성질이 변하는 독특한 특징이 있어 일부 광 센서에 쓰이고 있다.
최근에는 테이퍼드 광섬유가 polarizer, sub-micron wire,  광 증폭 , 또는 near-field microscopy 를 포함하는 광 센서에 응용되고 있다.

## 분류와 특성
광섬유는 모드 수(single mode fiber(SMF)와 multi-mode fiber(MMF))와 굴절률(RI)에 따라 두 가지 유형으로 나뉘는데, SMF에서는 클래딩 직경 125μm의 광섬유에서 5-10μm의 코어를 통해 한 종류의 광선만 전파되고 MMF에서는 클래딩 직경이 125μm인 광섬유에서 50-100μm의 코어를 통해 다중 광선 모드가 전파된다.
이 중에서 테이퍼드 광섬유는 주로 SMF를 가늘게 늘려서 만드는데, 이때 광섬유의 직경이 서서히 줄어들어 가장 직경이 작은 부분을 허리(Wrist)라고 하며, 허리의 직경은 마이크로미터나 나노스케일 까지 감소되는데 이때 허리의 가늘기, 직경 변화의 크기에 따라 테이퍼드 광섬유의 성능이 결정된다.
테이퍼드 광섬유에서 테이퍼 되지 않은 SMF를 통해 광선이 입사되면, 테이퍼 된 영역을 지나가면서 코어와 클래딩 직경이 점차 줄어들게 되고, 이에 따라 광선이 작은 부피로 한정되면서 광선의 강도, 모드가 변화된다.
또한 테이퍼드 광섬유는 제작 과정에서 형성된 모양에 따라 adiabatic한 디자인과  non-adiabatic한 디자인으로 나뉜다.
adiabatic한 테이퍼드 광섬유는 angle of taperd transition area 가 보통 10-4rad 에서 10-3rad 정도이며, 테이퍼 된 영역이 허리를 기준으로 대칭적인 테이퍼드 광섬유를 말한다.이 상태일 때 테이퍼드 광섬유를 통한 신호 전파가 연속적이며 부드럽게 나오며, 신호 손실이 적다.

## 제조 방법
테이퍼드 광섬유를 만드는 방법은 여럿 시도되었으나 현재 주로 쓰이는 방법은 불꽂 가열(flame heating)이다. 이 방법은 불꽃을 이용해 광섬유에 고온을 가하여 녹인 채로 장력과 같은 외력을 주어 늘리는 방법이다.